# 劉毅 (萬曆進士)
劉毅（16世紀—1620年代），字健甫，號乾陽，浙江紹興府山陰縣人，明朝政治人物。

## 生平
萬曆十三年（1585年），劉毅中式乙酉科浙江鄉試舉人，萬曆十七年（1589年）成進士，礼部觀政，十八年六月獲授刑部主事，十九年閏三月丁憂歸。二十二年補主事，本年到廣東主持鄉試；二十四年調任兵部武选司主事，二十六年升員外郎，本年到山東任職提學僉事，二十九年再轉為福建參議，負責監視建南，撫定被白蓮教煽惑的民眾。萬曆三十二年升本省副使，三十三年丁憂去職，三十五年考察調用。
萬曆三十七年（1609年）劉毅起復擔任廣東布政司右參議，四十年升本省糧儲道副使，向兩廣總督上表《黎情十議》，四十三年升江西右參政，四十七年陞為廣西按察使，天啓元年（1621年）升本省右布政使。使者面見他時欠缺禮節，他大罵：「我老了，還要向少年折腰嗎？」因此稱上書稱病辭官；使者發現後感到悔恨，但無法挽留他，數年後去世。他任官官剛正，政績出眾，然而個性孝友忠厚，家中藏書豐富，別人問他典故，都能回答：「此某集某卷，一定沒錯。」。
孫女嫁張岱。

## 著作
著有《寶倫堂遺稿》八卷。

## 家族
曾劉梁，赠主事。祖父劉勳，县丞。父劉垔，生员。

## 引用
1. 1 2  嘉慶《山陰縣志·卷十四·鄉賢二》：劉毅，字建甫，萬歷己丑進士，除刑曹，典試東粵。調兵部郎，督學山左，調福建參議，監視建南。有吳建者煽惑白蓮教聚眾剽掠，多方綏輯乃定。
2. ↑  嘉慶《山陰縣志·卷十·選舉一》：劉毅……以上（萬曆）十三年乙酉科（舉人）
3. ↑  《萬曆十七年己丑科進士履歷》：劉毅，乾陽，易一房，壬戌四月初三人日生。会稽县人，乙酉鄉試，二甲三十六名。囗部政，庚寅六月授刑部主事，辛卯閏三月丁憂，甲午補主事，本年廣東主考，丙申調武选主事，戊戌升员外，本年升山東佥事，辛丑升付建參議，甲辰升本省付使，乙巳丁憂，丁未考察調用，己酉補廣東右參議，壬子升本省付使，乙卯升江西參政，己未升廣西按察使，囗囗升本省右布政，辛酉养病。
4. ↑  嘉慶《山陰縣志·卷十四·鄉賢二》：歷廣東糧儲副使，上黎情十議於制府，陞廣西按察使、右布政使，謁臺使者小失禮於毅，咤曰：「吾顛毛種，種猶折腰諸少年乎！」遂移病歸。臺使覺而大悔，亟挽之不得，歸數年卒。前後在官率，彊直自遂，政績爛然；性孝友敦朴，藏書頗富，或叩以典故，必曰：「此某集某卷，無訛也。」有《寶倫堂遺稿》八卷。 舊志